# Sineo Gemignani

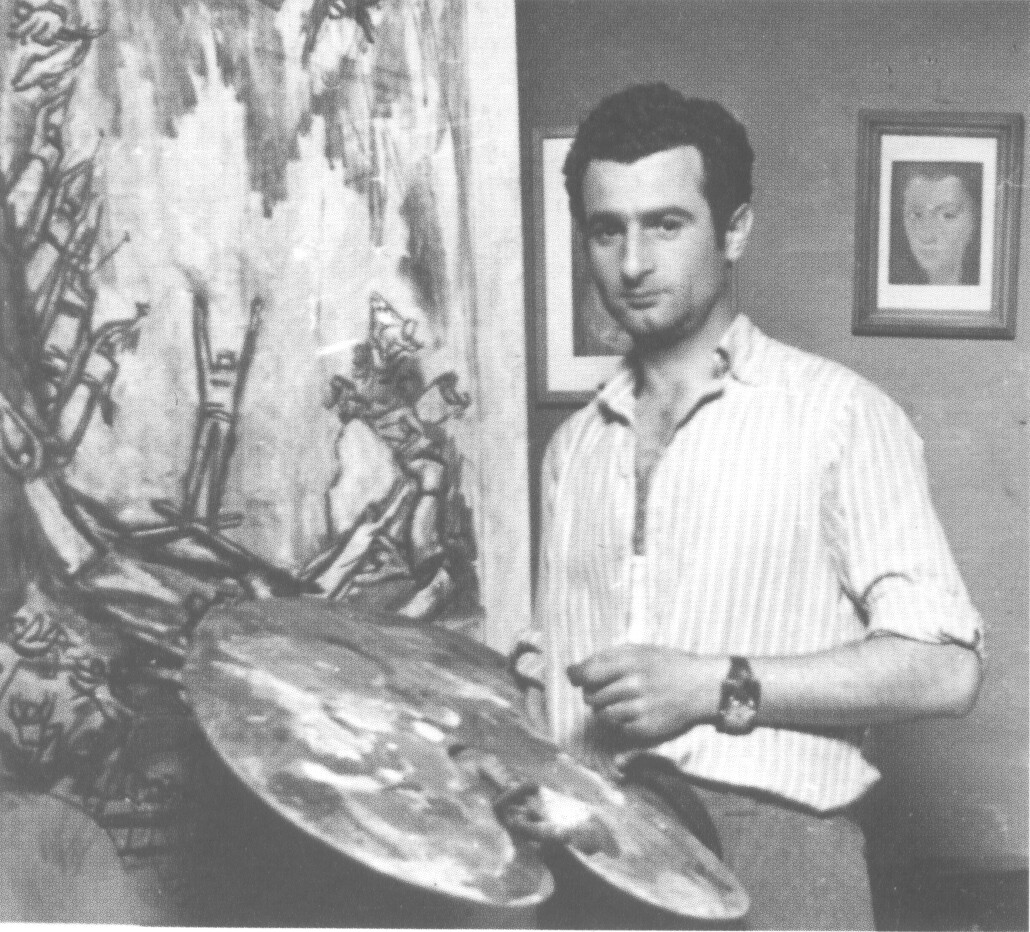
Sineo Gemignani

Sineo Gemignani (Livorno, 30 luglio 1917 – Empoli, 22 maggio 1973) è stato un pittore italiano appartenente alla corrente realista del Novecento.

## Biografia
L'artista nacque a Livorno il 30 luglio 1917, da Pietro Gemignani e Ida Giustarini. Intorno ai primi anni 1920 la famiglia fu costretta a tornare nei luoghi di origine del padre che a causa della sua attività politica aveva attirato l'attenzione delle squadre fasciste. Si stabiliscono a San Pantaleo nei pressi di Vinci e qui il piccolo Sineo frequenta le scuole elementari. È proprio il suo maestro Virgilio Gandi a intuirne il talento e indirizzarlo verso lo studio dell'arte. Successivamente la famiglia si trasferisce a Empoli dove Sineo, tranne alcuni brevi soggiorni a Milano, trascorrerà il resto della sua vita spegnendosi prematuramente il 22 maggio 1973.

### Formazione
Artisticamente Sineo Gemignani si forma al Regio Istituto d'Arte di Porta Romana a Firenze che frequenta tra il 1929 e il 1938. Scuola al più alto livello formativo, in quegli anni vi insegnavano importanti maestri come Libero Andreotti, Gianni Vagnetti, Pietro Parigi, Giuseppe Lunardi che presiedeva la cattedra di Pittura decorativa divisa in due sezioni, decorazione murale e decorazione industriale, una delle più frequentate. Nell'Istituto si respirava un'aria di apertura alla modernità, gli studenti erano stimolati a cercare il proprio indirizzo, anche se il punto di riferimento storico formativo rimaneva la tradizione fiorentina del Medioevo e del Rinascimento. Anche Sineo frequenta il corso di Lunardi nella sezione di Decorazione murale e da Lunardi viene scelto, insieme al compagno Dino Calastrini e ad Edmondo Savelli, per realizzare l'affresco che doveva decorare il salone dei caduti fascisti nella Casa della Gioventù Italiana del Littorio (GIL).  L'edificio, oggi distrutto, si trovava in Piazza Beccaria a Firenze. In quegli anni giovanili figura di riferimento per la formazione dell'artista fu anche il pittore empolese Virgilio Carmignani, di pochi anni più grande; quest’ultimo diplomatosi nel 1932, era stato prima allievo e poi assistente di Vagnetti alla cattedra di Disegno di figura e anatomia pittorica. Affidato appena dodicenne alla tutela di Carmignani, Sineo comincia a frequentare anche il gruppetto di pittori empolesi, composto fra gli altri da Ghino Baragatti e Mario Maestrelli, di cui Carmignani era la guida, che la domenica si riuniva in uno spazio messo loro a disposizione per dipingere, sperimentare tecniche e parlare d'arte. Sempre durante il periodo trascorso all'Istituto d'Arte nasce l'amicizia profonda e fraterna con Dilvo Lotti, valente pittore di San Miniato, amicizia che si interromperà solo con la scomparsa di Sineo.

### Gli anni della guerra
Conclusi gli studi, nel 1939, viene arruolato nell'Esercito Italiano, iniziando così un lungo periodo che lo porterà a combattere anche nei Balcani (1942), da dove tornerà fortunosamente dopo l'armistizio dell'8 settembre 1943. L'11 agosto 1944 partecipa alla liberazione di Firenze e nel febbraio 1945 si arruola come volontario, prendendo parte alle operazioni per la liberazione dell'Italia settentrionale con il  Gruppo di Combattimento Mantova. Questi anni sono documentati da numerosi disegni e incisioni che ci descrivono i tragici avvenimenti di cui fu partecipe e testimoniano come l'impegno civile s'intreccia con la vocazione artistica. Da questa esperienza ne esce profondamente segnato ma umanamente rafforzato, vicino alla sofferenza umana che lo porterà ad aderire con convinzione al Partito Comunista.

### Dopoguerra
Alla fine della guerra per Gemignani, allora trentenne, comincia il periodo di maggior importanza per la sua produzione e maturazione artistica. Fra il 1946 e il 1949 compie brevi soggiorni a Milano, dove collabora con l'amico Ghino Baragatti alla decorazione dell'atrio del nuovo cinema-auditorium nella Galleria Manzoni. Durante i soggiorni milanesi viene a contatto con un clima stimolante, conosce pittori e galleristi e riflette sulle correnti astratte, come testimoniano vari dipinti di quel periodo. Sente però che tutto ciò non gli appartiene e riprende la via del realismo, come spiegherà in un manoscritto intitolato La via che ho scelto, perché crede fermamente che l'arte e la bellezza debbano essere comprensibili a tutti, adeguando però il linguaggio al momento storico del tempo. Negli stessi anni collabora con Virgilio Carmignani al restauro e rifacimento del soffitto ad affresco della Collegiata di Empoli, andato distrutto durante la guerra.

### Maturità artistica
Con gli anni 1950 inizia per Gemignani il decennio centrale della sua attività come artista e come uomo, in quanto partecipa attivamente alla vita culturale e politica di Empoli. Sono anni di intenso lavoro soprattutto con la tecnica della pittura murale e in particolare nella forma dell'affresco strappato e riportato su tavola. Numerose sono le partecipazioni a esposizioni collettive e iniziative artistiche conseguendo premi e riconoscimenti. Iniziano anche le prime personali: a Firenze nel 1953 alla Galleria Flog, a Milano nel 1954 alla Galleria La Colonna, a Livorno nel 1956 alla Casa della Cultura, a Parigi nel 1959 alla Galerie Ror Volmar. Nel 1955 si sposa con Iris Puccioni e nasce la figlia Simonetta. Nel 1958 inizia anche la sua attività didattica negli Istituti d'Arte di Firenze (1958-1960), Siena (1960-1964), Pisa (1964-1973) nei quali insegna disegno dal vero. Partecipa a vari concorsi per la realizzazione di opere pubbliche vincendone alcuni; la sua attività spazia anche in altri campi come il restauro (collabora con Leonetto Tintori), gli arredi per case e negozi, crea il primo logo e il pannello espositivo dei gelati Sammontana (1961) e la locandina per la Mostra del vetro e della Ceramica che si teneva a Empoli, realizza vetrate per abitazioni e cappelle cimiteriali.
Nel decennio successivo si dedica alla ricerca di nuove tecniche espressive, in particolare nel settore dell'incisione, esercitandosi soprattutto nei ritratti. In pittura invece si è sempre di più orientato verso l'osservazione della vita quotidiana, anche negli aspetti più moderni.  Prendevano così forma opere incentrate sullo sport, ritratti caricaturali, la vita sulla spiaggia. Dopo la prima metà degli anni 1960 si riduce la sua partecipazione a mostre e concorsi; l'ultimo cui parteciperà sarà quello indetto per la decorazione di una sala del Comune di Carrara che aveva per tema storie della Resistenza apuana.

### Gli ultimi anni
Nell'ultima fase della sua vita si dedica in particolare alla realizzazione di un progetto a soggetto cavalleresco. Dalla seconda metà degli anni 1960 inizia a lo studio preparatorio per la realizzazione di un grande affresco per la decorazione del salone dell'abitazione di un privato. Il soggetto scelto era tratto da un poema eroicomico di Ippolito Neri intitolato La presa di San Miniato. Del progetto, rimasto incompiuto a causa della scomparsa di Sineo, rimangono il cartone preparatorio per l'affresco e numerosi disegni che servirono per dipingere l'ultima delle sue pitture murali, La Battaglia di Montaperti nel 1971, commissionata dal Circolo Farinata degli Uberti di Empoli.
Nel 1974 viene allestita la prima retrospettiva intitolata a Sineo Gemignani al Palazzo delle Esposizioni di Empoli.
Nel 1995 al Convento e chiesa di Santo Stefano degli Agostiniani di Empoli viene inaugurata la personale dell'artista, la quale costituisce un'importante momento di riflessione critica sulla sua produzione artistica.

## Opere
Le opere di Sineo Gemignani si trovano in molte collezioni private e pubbliche; un consistente nucleo di studi preparatori per l'affresco della GIL si trovano al Gabinetto Stampe e Disegni degli Uffizi, come pure un suo autoritratto del 1963, vincitore del primo premio alla terza mostra Premio Livorno, fa parte della Collezione di autoritratti della Galleria degli Uffizi.
Alcune opere pubbliche realizzate da Gemignani sono centrali per l'esperienza di pittura murale novecentesca in Toscana: gli affreschi per il salone della Casa della GIL a Firenze, il fregio per la sala delle contrattazioni della Borsa Merci sempre a Firenze, l'affresco per la scuola di Santa Maria a Ripa presso Empoli, la ricostruzione del soffitto della Collegiata di Sant'Andrea a Empoli. Nel Museo del vetro di Empoli si trova l'affresco Il vetraio. Presso il Palazzo Comunale di Empoli si trova inoltre una Collezione donata dalla Sezione Soci Coop di Empoli.